# Göran Ennerfelt
Per Göran Ennerfelt, född 6 mars 1940 i Linköping (i Norrköpings Hedvigs församling), är en svensk näringslivsperson.

## Biografi
Ennerfelt växte upp i en företagarfamilj; hans far Pewe Ennerfelt var direktör och innehavare av Josef Johansson läder & innerskor och hans mor Dagmar Pettersson var syster till läkaren Allan Tallroth och generalkonsuln Tore Tallroth. Även farfar Erik Abel Eriksson och morfar Ivar Pettersson var affärsmän i Norrköping. Han inledde akademiska studier och blev filosofie kandidat i Stockholm 1963 och blev civilekonom vid Handelshögskolan i Stockholm samma år.
Ennerfelt gjorde värnplikten vid Tolkskolan. Han fick anställning vid Jernkontoret 1963, förste sekreterare där 1964, anställd hos Rederi AB Nordstjernan som assistent till Axel Johnson-gruppens chef 1966 och blev därefter anställd hos Wells Fargo Bank i San Francisco 1971. Han kom till Axel Johnson AB 1972, blev direktör och ledare för direktionen 1973, vice VD 1977 samt VD och koncernchef från 1979.
Han har varit styrelseordförande i Åhléns AB, Saba Trading AB, Axel Johnson Trade AB, Axel Johnson Resources AB med flera företag inom och utom landet inom Axel Johnson-koncernen, styrelseledamot Svenska Handelsbanken, Avesta AB och Spar Handels-AG Hamburg.
Han var ordförande i Kommittén för främjande av handeln mellan Sverige och Sovjet samt i Östekonomiska inst., vice ordförande för Sveriges allmänna exportförening (styrelseledamot 1993–2003), styrelseledamot i Sverige-Amerika stiftelsen, Stockholms handelskammare, Internationella handelskammaren, Wells Fargo Internat Advisory Council i San Francisco, SRI Internat Advisory Council i San Francisco, Studieförbundet Näringsliv och Samhälle (där han dessutom var ordförande 1995–2004), Svensk Handel 2000–2005, Sverige-America Chamber of Commerce i New York med flera.
Göran Ennerfelt har utgivit böckerna Handeln mellan Öst och Väst (1966) och Introduktion till Sovjetsamhället (1967) samt skrivit artiklar som publicerats i ekonomiska tidskrifter.

## Privatliv
År 1964–1981 var han gift med Kerstin Jonsson (1936–1986) och sedan 1984 med Antonia Ax:son Johnson.